# Соник: Филмът 2
„Соник: Филмът 2“ (на английски: Sonic the Hedgehog 2) е екшън-приключенска комедия от 2022 година на режисьора Джеф Фаулър, по сценарий на Пат Кейси, Джош Милър и Джон Уитингтън, базиран на едноименната поредица, публикувана от Sega, и е продължение на „Соник: Филмът“ през 2020 г. Във филма участват Бен Шварц, Колийн О'Шонеси, Идрис Елба, Джеймс Марсдън, Тика Съмптър, Наташа Ротуел, Адам Пали, Шемар Мур и Джим Кери. Това е втората част от филмовата поредица „Соник: Филмът“.
След успеха на първия филм, и с плановете за филмова поредица, Парамаунт Пикчърс обяви продължението през май 2020 г. Снимачния процес на филма се проведе от март до юни 2021 г. във Ванкувър и Хаваите.
„Соник: Филмът 2“ е първоначално пуснат в световен мащаб на 30 март 2022 г., и е пуснат на 8 април 2022 г. в Съединените щати от „Парамаунт Пикчърс“ във връзка с „Сега Сами Груп“.

## Актьорски състав
| Актьор          | Роля                  |
| --------------- | --------------------- |
| Бен Шварц       | Соник Таралежът       |
| Колийн О'Шонеси | Майлс „Опашки“ Прауър |
| Идрис Елба      | Накълс Ехидната       |

| Актьор         | Роля                                                           |
| -------------- | -------------------------------------------------------------- |
| Джим Кери      | Доктор Роботник, луд учен и враг на Соник                      |
| Джеймс Марсдън | Том Уаковски, шериф на Грийн Хилс, Монтана, и приятел на Соник |
| Тика Съмптър   | Мади Уаковски, съпруга на Том, и ветеринар в Грийн Хилс        |
| Наташа Ротуел  | Рейчъл, сестра на Мади, която не харесва Том                   |
| Адам Пали      | Уейд Уипъл, приятел на Том                                     |
| Шемар Мур      | Рандъл, годеник на Рейчъл                                      |
| Ли Мадждуб     | Агент Стоун                                                    |
| Том Бътлър     | Командир Уолтърс                                               |
| Елфина Люк     | Секретарка на вътрешната сигурност                             |

## Продукция
През май 2020 г. Парамаунт Пикчърс уведоми, че продължението на „Таралежа Соник“ е в разработка, докато Фаулър е нает да се завърне като режисьор, заедно със сценаристите Кейси и Джош Милър. Нийл Мориц, Тоби Ашър и Тору Накахара продуцират продължението, докато предишно ко-продуцираха първият филм заедно със Такеши Ито, докато Тим Милър, Хаджиме Сантоми, и Харуки Сантоми се завръщат от първия филм като изпълнителни продуценти.

## Снимачен процес
През декември 2020 г. е съобщено, че BC Film Commission е посочил, че продукцията на филма ще възникне от 15 март до 10 май 2021 г., под работното заглавие „Емералд Хил“, източник на отворената зона във видеоиграта „Таралежа Соник 2“. През януари 2021 г. Тика Съмптър разкри, че филмът ще се снима във Ванкувър и Хаваите.
Снимките започват във Ванкувър на 15 март 2021 г., докато Брандън Тост служи като оператор, и завършват на Хаваите на 25 юни 2021 г.

## Музика
На 8 декември 2021 г., Том Холкенборг, който композира първият филм, е обявен да се завърне да композира музиката на филма.

## Филми от поредицата за „Соник“
Поредицата „Соник“ включва 3 филма:
- „Соник: Филмът“ (2020)
- „Соник: Филмът 2“ (2022)
- „Соник: Филмът 3“ (2024)